# SIAI S.21
Il SIAI S.21 era un idrocorsa (idrovolante da corsa) a scafo centrale, monomotore con configurazione alare biplano-sesquiplana invertita, sviluppato dall'azienda italiana Società Idrovolanti Alta Italia (SIAI) nei primi anni venti.
Destinato a partecipare alla 5ª edizione della Coppa Schneider non riuscì a presentarsi alla partenza per l'indisponibilità del suo pilota.

## Storia del progetto
Dopo che la SIAI, con i suoi S.17 ed S.19, non era riuscita ad ottenere alcun risultato alla 4ª edizione della Coppa Schneider, prova svoltasi nel 1920 sul circuito del Lido di Venezia, per la successiva edizione, prevista sempre a Venezia nell'agosto del 1921 decise di sviluppare un nuovo modello affidandolo al suo capo progettista Raffaele Conflenti, già autore dei precedenti disegni.
Conflenti estremizzò ulteriormente l'impostazione del nuovo modello, al quale venne assegnata la designazione S.21, riproponendo un idro monomotore a scafo centrale con velatura biplana, ma introducendo alcune particolarità tecnologiche.

## Tecnica
Come i predecessori la cellula era costituita da uno scafo in legno abbinato ad un'ala biplana, ma in questo caso era in configurazione biplano-sesquiplana invertita, ovvero con l'ala inferiore, montata alta sullo scafo, di apertura considerevolmente superiore della seconda, montata alta a parasole, collegate tra loro da una doppia coppia di montanti diagonali a formare una travatura Warren. Tra le due ali, su un castello tubolare al centro dell'ala superiore, era collocato in configurazione spingente il motore aeronautico Ansaldo San Giorgio 4E-14, motore raffreddato a liquido in quella versione in grado di erogare una potenza pari a 300 hp (224 kW), racchiuso all'interno di una gondola che integrava anche il radiatore frontale intubato ed abbinato ad un'elica a passo fisso, prima bipala e in seguito quadripala. Posteriormente terminava in un impennaggio cruciforme con elementi squadrati, tipico disegno degli idro realizzati dall'azienda.
Il modello al suo primo volo si rivelò promettente come prestazioni, ma molto difficile da governare: l'unico in grado di farlo con sicurezza fu il pilota della Regia Marina Guido Jannello, pilota collaudatore già vincitore non accreditato della contestata 3ª edizione della Coppa Schneider, prova svolta nel 1919 sul circuito di Bournemouth, Regno Unito.

## Impiego operativo
Per verificarne la competitività il prototipo, nc.3021 e soprannominato per le sue caratteristiche aerodinamiche "Idrobolide", venne iscritto all'idroraduno di Montecarlo svoltosi tra il 13 ed il 20 aprile del 1921, competizione aeronautica che si svolgeva su varie prove di velocità e regolarità., presumibilmente equipaggiato con un motore di potenza inferiore, l'Isotta Fraschini V.9 da 260 hp. Benché le statistiche ne rivelino la partecipazione a causa di danni riscontrati alla chiglia è presumibile non sia stato in grado di completare le prove.
Ciò nonostante venne deciso di iscrivere il modello alla 5ª edizione della Coppa Schneider che si sarebbe svolta dalla data dell'11 agosto di quello stesso anno a Venezia. I collaudi preliminari affidati a Jannello confermarono non solo la competitività ma anche la superiorità in prestazioni rispetto ai modelli concorrenti tuttavia, a causa di una malattia contratta dal pilota il velivolo, iscritto con il numero 18 e caratterizzato da un rettangolo bianco con 4 strisce verticali rosse, non venne presentato sulla linea di partenza.
La rapida evoluzione della tecnologia aeronautica applicata alle competizioni vanificò la possibilità di riproporre l'S.21 alla successiva 6ª edizione della Coppa Schneider, tenutasi a Napoli nel 1922. Data la presenza di nuovi modelli dalle prestazioni più elevate l'S.21 non venne portato.

## Il SIAI S.21 nei media

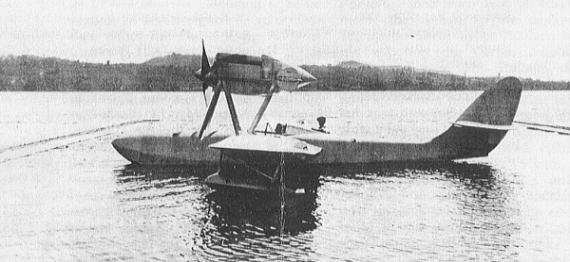
Macchi M.33

Il SIAI S.21 è citato, benché erroneamente ma più probabilmente per una licenza artistica per omaggiare l'aviazione italiana del periodo, come velivolo principale del film d'animazione giapponese del 1992 Porco Rosso (紅の豚?, Kurenai no buta) del regista Hayao Miyazaki. Benché l'iconografia ed il merchandising posteriore al film lo identifichino come SIAI S.21 (citato anche erroneamente come Savoia S.21 o Savoia-Marchetti S.21
), 
l'aereo del protagonista è più simile ad un altro velivolo italiano destinato alla Coppa Schneider: il Macchi M.33 idrocorsa monoplano.